# Overeenkomst (Nederland)
De overeenkomst is een rechtsfiguur in het burgerlijk recht die wereldwijd voorkomt. Het is de belangrijkste bron van verbintenissen. In Nederland wordt als definitie gebruikt: "Een overeenkomst in de zin van deze titel is een meerzijdige rechtshandeling, waarbij een of meer partijen jegens een of meer andere een verbintenis aangaan" (art. 6:213 lid 1 BW). Een overeenkomst komt tot stand door wilsovereenstemming, een aanbod van een partij en de aanvaarding daarvan door een andere partij (art. 6:217 BW). Voor de totstandkoming van overeenkomsten langs electronische weg ("online"), digitale overeenkomsten genoemd, gelden enkele bijzondere regels (art. 6:227a-c BW). Naast verbintenissen uit overeenkomst onderscheidt men verbintenissen uit de wet. 

## De plaats van de overeenkomst binnen het Burgerlijk Wetboek
De algemene regeling voor de overeenkomst wordt gegeven in titel 5 van boek 6 van het Nederlandse Burgerlijk Wetboek. Ook andere delen van het Burgerlijk Wetboek zijn echter van belang voor de overeenkomst. Aangezien het sluiten van een overeenkomst een rechtshandeling is, is ook de regeling van rechtshandelingen in titel 2 van boek 3 van het Nederlandse Burgerlijk Wetboek van belang. Verder schept de overeenkomst verbintenissen, waarvoor titel 1 van boek 6 een algemene regeling geeft. Voor bepaalde overeenkomsten bevat de wet ook nog bijzondere regels die zijn opgenomen in boek 7 en boek 7a van het Burgerlijk Wetboek, zie hieronder de sectie bijzondere overeenkomsten. De bijzondere overeenkomsten die in de wet zijn geregeld heten ook wel benoemde overeenkomsten; overeenkomsten die niet in de wet zijn geregeld onbenoemde overeenkomsten. Op deze laatste categorie zijn wel de algemene wettelijke bepalingen en beginselen van toepassing, doch daarvoor bestaan geen specifieke regels (met onbenoemd wordt bedoeld: niet apart door de wetgever geregeld).
| Schema Nederlands vermogensrecht                       | Schema Nederlands vermogensrecht                               | Schema Nederlands vermogensrecht                                                                                    | Schema Nederlands vermogensrecht                                                                             | Schema Nederlands vermogensrecht                                                            | Schema Nederlands vermogensrecht                                                            | Schema Nederlands vermogensrecht                                                            | Schema Nederlands vermogensrecht                                                            |
| ------------------------------------------------------ | -------------------------------------------------------------- | --- | --- | ------------------------------------------------------------------------------------------- | ------------------------------------------------------------------------------------------- | ------------------------------------------------------------------------------------------- | ------------------------------------------------------------------------------------------- |
| (excl. erfrecht, Boek 4 BW)                            |                                                                | | |                                                                                             |                                                                                             |                                                                                             |                                                                                             |
| ABSOLUTE OF EXCLUSIEVE RECHTEN : (gelden jegens allen) | ABSOLUTE OF EXCLUSIEVE RECHTEN : (gelden jegens allen)         | ABSOLUTE OF EXCLUSIEVE RECHTEN : (gelden jegens allen)                                                              | ABSOLUTE OF EXCLUSIEVE RECHTEN : (gelden jegens allen)                                                       | RELATIEVE OF PERSOONLIJKE RECHTEN : (vorderingsrechten) (gelden slechts jegens wederpartij) | RELATIEVE OF PERSOONLIJKE RECHTEN : (vorderingsrechten) (gelden slechts jegens wederpartij) | RELATIEVE OF PERSOONLIJKE RECHTEN : (vorderingsrechten) (gelden slechts jegens wederpartij) | RELATIEVE OF PERSOONLIJKE RECHTEN : (vorderingsrechten) (gelden slechts jegens wederpartij) |
| GOEDERENRECHT                                          | GOEDERENRECHT                                                  | GOEDERENRECHT | RECHTEN op VOORTBRENGSELEN VAN DE MENSELIJKE GEEST (gepland voor Boek 9 BW) auteursrecht, octrooirecht, enz. | VERBINTENISSENRECHT (Boek 6 en 7 BW)                                                        | VERBINTENISSENRECHT (Boek 6 en 7 BW)                                                        | VERBINTENISSENRECHT (Boek 6 en 7 BW)                                                        | VERBINTENISSENRECHT (Boek 6 en 7 BW)                                                        |
| Zakelijke rechten (Boek 5 BW)                          | Zakelijke rechten (Boek 5 BW)                                  | Rechten op (absolute en relatieve) vermogensrechten Dit kunnen ook rechten zijn op vorderingsrechten! aandeel, enz. | RECHTEN op VOORTBRENGSELEN VAN DE MENSELIJKE GEEST (gepland voor Boek 9 BW) auteursrecht, octrooirecht, enz. | Verbintenisscheppende overeenkomsten                                                        | Verbintenisscheppende overeenkomsten                                                        | Verbintenissen uit de wet                                                                   | Verbintenissen uit de wet                                                                   |
| Volledig recht op een zaak eigendom                    | Beperkt recht op een zaak erfpacht, mandeligheid, opstal, enz. | Rechten op (absolute en relatieve) vermogensrechten Dit kunnen ook rechten zijn op vorderingsrechten! aandeel, enz. | RECHTEN op VOORTBRENGSELEN VAN DE MENSELIJKE GEEST (gepland voor Boek 9 BW) auteursrecht, octrooirecht, enz. | Eenzijdige overeenkomst schenking, enz.                                                     | Meerzijdige overeenkomst ruil, koop, huur, enz.                                             | Onrechtmatige daad (Boek 6 BW, titel 3)                                                     | Rechtmatige daad zaakwaarneming, ongerechtvaardigde verrijking, onverschuldigde betaling    |

## Vorm van een overeenkomst
Een overeenkomst kan over het algemeen zowel mondeling als schriftelijk worden gesloten. Dit betekent dat ook mondelinge afspraken rechtsgeldig en in rechte afdwingbaar zijn. Een mondelinge afspraak zal echter in veel gevallen moeilijker te bewijzen zijn.
Het sluiten van een overeenkomst kan om bewijsproblemen bij eventuele geschillen te voorkomen worden vastgelegd in een door partijen opgesteld en ondertekend schriftelijk stuk, dat in de volksmond veelal contract wordt genoemd. Het bewijs van het bestaan van een overeenkomst hangt echter slechts ten dele af van de eventuele schriftelijke vastlegging: het bestaan kan ook worden afgeleid uit de praktische uitvoering die partijen daaraan hebben gegeven, zoals leveringen en betalingen over en weer.
Schriftelijke overeenkomsten kunnen worden vastgelegd in een authentieke akte of een onderhandse akte. Een authentieke akte is een stuk dat is opgesteld door een notaris. Een onderhandse akte is een schriftelijk stuk dat niet is opgesteld door een notaris, maar wel is ondertekend. Een authentieke akte geldt als dwingend bewijs - wat overigens alleen betekent dat het niet genegeerd kan worden, en niet dat geen tegenbewijs is toegelaten.

## Bekwaamheid en bevoegdheid tot het sluiten van overeenkomsten
In beginsel kunnen alle deelnemers aan het juridische verkeer - natuurlijke personen (mensen) en rechtspersonen - vrijelijk overeenkomsten sluiten. Er zijn echter beperkingen. Zo kunnen sommige mensen geen overeenkomsten sluiten omdat zij niet handelingsbekwaam of handelingsbevoegd zijn. Verder is in bepaalde gevallen toestemming nodig voor het sluiten van een overeenkomst. Dit geldt onder andere voor minderjarigen of voor sommige overeenkomsten die door getrouwde personen worden gesloten met derden. Zie ook het artikel rechtspersonen voor de vraag wie bevoegd is overeenkomsten te sluiten namens een rechtspersoon.

## Totstandkoming van een overeenkomst
Overeenkomsten komen in beginsel tot stand door wilsovereenstemming van partijen, het is een meerzijdige rechtshandeling met aan de ene kant het aanbod en aan de andere kant de aanvaarding. Beide wilsuitingen zijn vormvrij, van belang is dat de aanvaarding inhoudelijk overeenstemmen met het aanbod. Zie de privaatrechtelijke overeenkomst in onderstaand schema:
| Rechtsfeitenschema Nederlands privaat- en publiekrecht                                                    | Rechtsfeitenschema Nederlands privaat- en publiekrecht                                                    | Rechtsfeitenschema Nederlands privaat- en publiekrecht                                                      | Rechtsfeitenschema Nederlands privaat- en publiekrecht                                     | Rechtsfeitenschema Nederlands privaat- en publiekrecht                                     | Rechtsfeitenschema Nederlands privaat- en publiekrecht                                     | Rechtsfeitenschema Nederlands privaat- en publiekrecht                                     | Rechtsfeitenschema Nederlands privaat- en publiekrecht                                     | Rechtsfeitenschema Nederlands privaat- en publiekrecht                                     | Rechtsfeitenschema Nederlands privaat- en publiekrecht                                     | Rechtsfeitenschema Nederlands privaat- en publiekrecht                                     | Rechtsfeitenschema Nederlands privaat- en publiekrecht                                               | Rechtsfeitenschema Nederlands privaat- en publiekrecht                                     | Rechtsfeitenschema Nederlands privaat- en publiekrecht                                                                     | Rechtsfeitenschema Nederlands privaat- en publiekrecht                                                   |
| --- | --- | --- | ------------------------------------------------------------------------------------------ | ------------------------------------------------------------------------------------------ | ------------------------------------------------------------------------------------------ | ------------------------------------------------------------------------------------------ | ------------------------------------------------------------------------------------------ | ------------------------------------------------------------------------------------------ | ------------------------------------------------------------------------------------------ | ------------------------------------------------------------------------------------------ | --- | ------------------------------------------------------------------------------------------ | --- | --- |
| Feiten (gebeurtenissen, omstandigheden, handelingen, tijdsverlopen)                                       | | |                                                                                            |                                                                                            |                                                                                            |                                                                                            |                                                                                            |                                                                                            |                                                                                            |                                                                                            | |                                                                                            | | |
| Rechtsfeiten (gebeurtenissen, omstandigheden, handelingen, tijdsverlopen met rechtsgevolg)                | Rechtsfeiten (gebeurtenissen, omstandigheden, handelingen, tijdsverlopen met rechtsgevolg)                | Rechtsfeiten (gebeurtenissen, omstandigheden, handelingen, tijdsverlopen met rechtsgevolg)                  | Rechtsfeiten (gebeurtenissen, omstandigheden, handelingen, tijdsverlopen met rechtsgevolg) | Rechtsfeiten (gebeurtenissen, omstandigheden, handelingen, tijdsverlopen met rechtsgevolg) | Rechtsfeiten (gebeurtenissen, omstandigheden, handelingen, tijdsverlopen met rechtsgevolg) | Rechtsfeiten (gebeurtenissen, omstandigheden, handelingen, tijdsverlopen met rechtsgevolg) | Rechtsfeiten (gebeurtenissen, omstandigheden, handelingen, tijdsverlopen met rechtsgevolg) | Rechtsfeiten (gebeurtenissen, omstandigheden, handelingen, tijdsverlopen met rechtsgevolg) | Rechtsfeiten (gebeurtenissen, omstandigheden, handelingen, tijdsverlopen met rechtsgevolg) | Rechtsfeiten (gebeurtenissen, omstandigheden, handelingen, tijdsverlopen met rechtsgevolg) | Rechtsfeiten (gebeurtenissen, omstandigheden, handelingen, tijdsverlopen met rechtsgevolg)           | Rechtsfeiten (gebeurtenissen, omstandigheden, handelingen, tijdsverlopen met rechtsgevolg) | Rechtsfeiten (gebeurtenissen, omstandigheden, handelingen, tijdsverlopen met rechtsgevolg)                                 | Blote feiten (gebeurtenissen, omstandigheden, menselijke handelingen, tijdsverlopen zonder rechtsgevolg) |
| Menselijke handelingen met rechtsgevolg                                                                   | Menselijke handelingen met rechtsgevolg                                                                   | Menselijke handelingen met rechtsgevolg                                                                     | Menselijke handelingen met rechtsgevolg                                                    | Menselijke handelingen met rechtsgevolg                                                    | Menselijke handelingen met rechtsgevolg                                                    | Menselijke handelingen met rechtsgevolg                                                    | Menselijke handelingen met rechtsgevolg                                                    | Menselijke handelingen met rechtsgevolg                                                    | Menselijke handelingen met rechtsgevolg                                                    | Menselijke handelingen met rechtsgevolg                                                    | Menselijke handelingen met rechtsgevolg                                                              | Menselijke handelingen met rechtsgevolg                                                    | Blote rechtsfeiten (feiten met rechtsgevolg, zijnde geen menselijke handelingen) verjaring overlijden geboorte naburigheid | Blote feiten (gebeurtenissen, omstandigheden, menselijke handelingen, tijdsverlopen zonder rechtsgevolg) |
| Rechtshandelingen (menselijke handelingen met beoogd rechtsgevolg)                                        | Rechtshandelingen (menselijke handelingen met beoogd rechtsgevolg)                                        | Rechtshandelingen (menselijke handelingen met beoogd rechtsgevolg)                                          | Rechtshandelingen (menselijke handelingen met beoogd rechtsgevolg)                         | Rechtshandelingen (menselijke handelingen met beoogd rechtsgevolg)                         | Rechtshandelingen (menselijke handelingen met beoogd rechtsgevolg)                         | Rechtshandelingen (menselijke handelingen met beoogd rechtsgevolg)                         | Rechtshandelingen (menselijke handelingen met beoogd rechtsgevolg)                         | Rechtshandelingen (menselijke handelingen met beoogd rechtsgevolg)                         | Rechtshandelingen (menselijke handelingen met beoogd rechtsgevolg)                         | Rechtshandelingen (menselijke handelingen met beoogd rechtsgevolg)                         | Feitelijke handelingen (menselijke handelingen met niet-beoogd rechtsgevolg)                         | Feitelijke handelingen (menselijke handelingen met niet-beoogd rechtsgevolg)               | Blote rechtsfeiten (feiten met rechtsgevolg, zijnde geen menselijke handelingen) verjaring overlijden geboorte naburigheid | Blote feiten (gebeurtenissen, omstandigheden, menselijke handelingen, tijdsverlopen zonder rechtsgevolg) |
| Eenzijdige rechtshandelingen                                                                              | Eenzijdige rechtshandelingen                                                                              | Eenzijdige rechtshandelingen                                                                                | Meerzijdige rechtshandelingen                                                              | Meerzijdige rechtshandelingen                                                              | Meerzijdige rechtshandelingen                                                              | Meerzijdige rechtshandelingen                                                              | Meerzijdige rechtshandelingen                                                              | Meerzijdige rechtshandelingen                                                              | Meerzijdige rechtshandelingen                                                              | Meerzijdige rechtshandelingen                                                              | Onrechtmatige daad veroorzaken ongeluk, gevaarzetting en/of Strafbaar feit moord, doodslag, diefstal | Rechtmatige daad zaakwaarneming, ongerechtvaardigde verrijking, onverschuldigde betaling   | Blote rechtsfeiten (feiten met rechtsgevolg, zijnde geen menselijke handelingen) verjaring overlijden geboorte naburigheid | Blote feiten (gebeurtenissen, omstandigheden, menselijke handelingen, tijdsverlopen zonder rechtsgevolg) |
| Eenzijdige privaatrechtelijke rechtshandeling                                                             | Eenzijdige privaatrechtelijke rechtshandeling                                                             | Eenzijdige publiekrechtelijke rechtshandeling wetgeving besluit met algemene strekking, beschikking, vonnis | Meerzijdige privaatrechtelijke rechtshandeling                                             | Meerzijdige privaatrechtelijke rechtshandeling                                             | Meerzijdige privaatrechtelijke rechtshandeling                                             | Meerzijdige privaatrechtelijke rechtshandeling                                             | Meerzijdige privaatrechtelijke rechtshandeling                                             | Meerzijdige privaatrechtelijke rechtshandeling                                             | Meerzijdige privaatrechtelijke rechtshandeling                                             | Meerzijdige publiekrechtelijke rechtshandeling afspraak tussen overheidsorganen            | Onrechtmatige daad veroorzaken ongeluk, gevaarzetting en/of Strafbaar feit moord, doodslag, diefstal | Rechtmatige daad zaakwaarneming, ongerechtvaardigde verrijking, onverschuldigde betaling   | Blote rechtsfeiten (feiten met rechtsgevolg, zijnde geen menselijke handelingen) verjaring overlijden geboorte naburigheid | Blote feiten (gebeurtenissen, omstandigheden, menselijke handelingen, tijdsverlopen zonder rechtsgevolg) |
| Gerichte eenzijdige privaatrechtelijke rechtshandeling aanbod, aanvaarding, opzegging arbeidsovereenkomst | Ongerichte eenzijdige privaatrechtelijke rechtshandeling wilsbeschikking, verwerping/ aanvaarding erfenis | Eenzijdige publiekrechtelijke rechtshandeling wetgeving besluit met algemene strekking, beschikking, vonnis | Privaatrechtelijke overeenkomsten                                                          | Privaatrechtelijke overeenkomsten                                                          | Privaatrechtelijke overeenkomsten                                                          | Privaatrechtelijke overeenkomsten                                                          | Privaatrechtelijke overeenkomsten                                                          | Privaatrechtelijke overeenkomsten                                                          | Overige privaatrechtelijke meerzijdige rechtshandelingen                                   | Meerzijdige publiekrechtelijke rechtshandeling afspraak tussen overheidsorganen            | Onrechtmatige daad veroorzaken ongeluk, gevaarzetting en/of Strafbaar feit moord, doodslag, diefstal | Rechtmatige daad zaakwaarneming, ongerechtvaardigde verrijking, onverschuldigde betaling   | Blote rechtsfeiten (feiten met rechtsgevolg, zijnde geen menselijke handelingen) verjaring overlijden geboorte naburigheid | Blote feiten (gebeurtenissen, omstandigheden, menselijke handelingen, tijdsverlopen zonder rechtsgevolg) |
| Gerichte eenzijdige privaatrechtelijke rechtshandeling aanbod, aanvaarding, opzegging arbeidsovereenkomst | Ongerichte eenzijdige privaatrechtelijke rechtshandeling wilsbeschikking, verwerping/ aanvaarding erfenis | Eenzijdige publiekrechtelijke rechtshandeling wetgeving besluit met algemene strekking, beschikking, vonnis | Verbintenisscheppende (obligatoire) overeenkomst                                           | Verbintenisscheppende (obligatoire) overeenkomst                                           | Goederenrechtelijke overeenkomst levering, cessie                                          | Bevrijdende (liberatoire) overeenkomst kwijtschelding, afstand                             | Familierechtelijke overeenkomst huwelijksvoorwaarden                                       | Overige overeenkomsten                                                                     | Overige privaatrechtelijke meerzijdige rechtshandelingen                                   | Meerzijdige publiekrechtelijke rechtshandeling afspraak tussen overheidsorganen            | Onrechtmatige daad veroorzaken ongeluk, gevaarzetting en/of Strafbaar feit moord, doodslag, diefstal | Rechtmatige daad zaakwaarneming, ongerechtvaardigde verrijking, onverschuldigde betaling   | Blote rechtsfeiten (feiten met rechtsgevolg, zijnde geen menselijke handelingen) verjaring overlijden geboorte naburigheid | Blote feiten (gebeurtenissen, omstandigheden, menselijke handelingen, tijdsverlopen zonder rechtsgevolg) |
| Gerichte eenzijdige privaatrechtelijke rechtshandeling aanbod, aanvaarding, opzegging arbeidsovereenkomst | Ongerichte eenzijdige privaatrechtelijke rechtshandeling wilsbeschikking, verwerping/ aanvaarding erfenis | Eenzijdige publiekrechtelijke rechtshandeling wetgeving besluit met algemene strekking, beschikking, vonnis | Wederkerige overeenkomst koop, huur                                                        | Eenzijdige overeenkomst schenking, bewaarneming                                            | Goederenrechtelijke overeenkomst levering, cessie                                          | Bevrijdende (liberatoire) overeenkomst kwijtschelding, afstand                             | Familierechtelijke overeenkomst huwelijksvoorwaarden                                       | Overige overeenkomsten                                                                     | Overige privaatrechtelijke meerzijdige rechtshandelingen                                   | Meerzijdige publiekrechtelijke rechtshandeling afspraak tussen overheidsorganen            | Onrechtmatige daad veroorzaken ongeluk, gevaarzetting en/of Strafbaar feit moord, doodslag, diefstal | Rechtmatige daad zaakwaarneming, ongerechtvaardigde verrijking, onverschuldigde betaling   | Blote rechtsfeiten (feiten met rechtsgevolg, zijnde geen menselijke handelingen) verjaring overlijden geboorte naburigheid | Blote feiten (gebeurtenissen, omstandigheden, menselijke handelingen, tijdsverlopen zonder rechtsgevolg) |

### Interactie
Een overeenkomst kan alleen tot stand komen wanneer twee of meer personen onderling jegens elkaar gedragingen verrichten waaruit blijkt of schijnt dat die personen onderling iets willen laten gelden. Ook is het mogelijk dat een persoon door middel van de gedragingen van een ander laat blijken, zoals bij rechtspersonen per definitie het geval is, dat hij iets wil laten gelden. Dat gedrag hoeft zeker niet met woorden gepaard te gaan. Daarbij valt te denken aan het aankopen van goederen in een supermarkt.
Wanneer dergelijke interactie niet plaatsvindt, kan toch sprake zijn van een meerzijdige rechtshandeling, namelijk in het geval van een gesamtakt. Het gaat dan om zogenaamde parallelle wilsverklaringen.
Het Burgerlijk Wetboek duidt deze interactie aan met ‘aanbod en aanvaarding van dat aanbod’ (zie hieronder). De wet lijkt te eisen dat het aanbod als actieve gedraging (handeling) aan aanvaarding als handeling voorafgaat, maar strikt genomen is dit niet vereist. Partijen kunnen eerder hebben afgesproken dat aanvaarding ook kan plaatsvinden door algehele passiviteit. Bovendien zal in werkelijkheid niet altijd sprake zijn van een eenvoudig aanbod en een eenvoudige aanvaarding daarvan. De interactie is bijvoorbeeld bij onderhandelingen complexer. Zeker wanneer de overeenkomst geheel mondeling tot stand komt, is het moeilijk om te achterhalen wanneer er een aanbod is geweest en wanneer er een aanvaarding is geweest. Aanbod en aanvaarding als eenvoudige handelingen berust op een juridische fictie.

### Vertrouwen
De relatie tussen personen die een overeenkomst met elkaar aangaan wordt beheerst door de norm dat tussen personen geldt wat deze personen in de gegeven omstandigheden redelijkerwijze uit elkaars gedragingen hebben mogen opmaken (art. 3:35 BW). Op grond van art. 3:11 BW is de vraag wat iemand moest verwachten als ondergrens niet op maat van die persoon gesneden. Er wordt, met andere woorden, uitgegaan van wat een gemiddelde persoon in de gegeven omstandigheden mocht verwachten (objectivering). Heeft de persoon in werkelijkheid zodanige eigenschappen dat hij in de gegeven omstandigheden bepaalde verwachtingen niet mocht koesteren, dan geldt deze hogere norm (subjectivering). Deze relatie van goede trouw beheerst alle elementen van de (totstandkoming van de) overeenkomst.

### Rechtssfeer
Naar de woorden van de wet levert elke aanvaarding van een aanbod een overeenkomst op. In de werkelijkheid kan dit niet het geval zijn. Niet elke afspraak levert een overeenkomst op. Wanneer twee personen afspreken naar de bioscoop te gaan, dan zal doorgaans geen sprake zijn van een rechtens bindende afspraak.
De vraag of een afspraak als rechtens bindend moet worden aangemerkt, is niet altijd duidelijk. Ook hier is beslissend wat de personen van elkaar mochten verwachten, waarbij met name de gewoonte van belang is.
Soms wordt door partijen de afdwingbaarheid aan verbintenissen die uit een overeenkomst voortvloeien, onthouden (het gaat om natuurlijke verbintenissen). Niettemin zijn dergelijke overeenkomsten rechtens bindend. Wanneer een verbintenis uit een zogenaamd herenakkoord wordt nagekomen, dan heeft dit het rechtsgevolg dat die verbintenis tenietgaat. Een en ander speelt zich dus in de sfeer van het recht af.

### Precontractuele fase
Indien inderdaad sprake is van de totstandkoming van een afspraak in de rechtssfeer, dan wordt gesproken van de precontractuele fase. Niet bij alle overeenkomsten kan deze precontractuele fase worden opgemerkt. Bij onderhandelingen speelt deze fase wel heel nadrukkelijk een rol.
De precontractuele fase wordt erdoor gekenmerkt dat partijen niet meer geheel vrijblijvend tegenover elkaar staan, terwijl van een overeenkomst strikt genomen nog geen sprake is. In de precontractuele gaan de eisen van redelijkheid en billijkheid gelden. Deze eisen worden in de jurisprudentie geconcretiseerd. Gaat bijvoorbeeld een fusie op het laatste moment niet door, dan kan dat de opbrekende partij op het betalen van een schadevergoeding en van de kosten komen te staan.

### Aanbod en aanvaarding
In art. 6:217 lid 1 BW wordt aangegeven dat een overeenkomst tot stand komt door een aanbod en een aanvaarding van dat aanbod. Dit aanbod en die aanvaarding zijn zelf rechtshandelingen, te weten eenzijdig gerichte rechtshandelingen.
Dat wil zeggen dat – zoals hierboven aangegeven – een persoon die bij de totstandkoming van een overeenkomst betrokken is, eenzijdig tegenover de andere betrokkene(n) gedrag moet vertonen waaruit blijkt of schijnt dat hij een overeenkomst tot stand wil brengen. Het gaat om een gerichte rechtshandeling, omdat voor het bestaan van de rechtshandeling vereist is dat dit gedrag door de andere betrokkene(n) moet zijn opgevangen (art. 3:37 lid 3, eerste zin, BW). Hier geldt steeds dat personen zich door een ander kunnen laten vertegenwoordigen.
Een rechtshandeling bestaat uit een wil en een verklaring van die wil, maar de wil kan onder omstandigheden worden vervangen door het vertrouwen van de wederpartij, wanneer dat vertrouwen – terecht – is gebaseerd op een verklaring van degene die verklaart. Om die reden gaat het overeenkomstenrecht er weliswaar van uit dat er tussen partijen wilsovereenstemming moet bestaan, maar kan wilsovereenstemming niet als fundamentele eis voor het bestaan van een overeenkomst worden aangemerkt. In veel gevallen zal volledige wilsovereenstemming niet bestaan, zodat voor de vraag wat tussen partijen geldt wederom beslissend is wat deze personen in de gegeven omstandigheden redelijkerwijze uit elkaars gedragingen hebben mogen opmaken. Bij de uitleg van schriftelijke contracten geldt in dit verband de in jurisprudentie ontwikkelde zogenaamde Haviltex-formule, in 1981 vastgelegd door de Hoge Raad.

### Opzegging
Voor benoemde overeenkomsten is de opzegging (eenzijdige ontbinding) wettelijk geregeld in de betreffende hoofdstukken van het burgerlijk wetboek. Problematisch zijn de gevallen waarin de andere partij het bestaan van een onderlinge overeenkomst ontkent. Indien een van de partijen de behoefte heeft zich aan een overeenkomst te onttrekken, bijvoorbeeld om met een derde in zee te gaan, dan dient deze zich terugtrekkende partij zich ervan rekenschap te geven niet snel aan te nemen dat er geen overeenkomst zou zijn (anders dan vaak ten onrechte wordt verondersteld is schriftelijke vastlegging in de vorm van een contract voor het ontstaan van een overeenkomst geen vereiste), dan wel dat men gedwaald zou hebben. Het terugtrekken kan ook dan worden beschouwd als de opzegging van de overeenkomst, die zodra die eenmaal tot stand gekomen is slechts kan worden ontbonden op een overeengekomen grond, dan wel indien de wederpartij toerekenbaar is tekortgeschoten in de op hem in die onderlinge rechtsverhouding rustende verplichtingen of in de nakoming van de overeenkomst. 
Ook uit een terugtrekking in een gevorderd stadium van onderhandelingen om te komen tot een overeenkomst, waarbij de zich terugtrekkende partij stelt dat er zijns inziens nog overeenkomst was bereikt en dan van een opzegging daarvan geen sprake zou zijn, kan toch in bepaalde gevallen een aansprakelijkheid voor door de wederpartij geleden schade ontstaan (zie m.b.t. de precontractuele verplichtingen ook hierboven onder #Precontractuele fase).

## Wederkerige en eenzijdige overeenkomsten
Men onderscheidt wederkerige en eenzijdige overeenkomsten. Bij wederkerige overeenkomsten worden er over en weer verbintenissen gevestigd. Artikel 6:261 BW:
- Een overeenkomst is wederkerig, indien elk van beide partijen een verbintenis op zich neemt ter verkrijging van een prestatie waartoe de wederpartij zich daartegenover jegens haar verbindt.

In de wederkerige overeenkomst zijn beide verbintenissen aan elkaar gekoppeld. Wordt een verbintenis van één zijde niet nagekomen, dan kan de wederpartij ook van nakoming afzien. Artikel 6:262 BW:
- Komt een der partijen haar verbintenissen niet na, dan is de wederpartij bevoegd de nakoming van haar daartegenover staande verplichtingen op te schorten.

Eenzijdige overeenkomsten roepen een verplichting op zonder een tegenprestatie te vragen. Voorbeelden zijn de schenkingsovereenkomst (art. 7:175 BW) en de overeenkomst van bewaarneming (artikel 7:600 BW).

## (Duur-)overeenkomsten voor bepaalde en onbepaalde tijd
Overeenkomsten kunnen worden aangegaan voor bepaalde en onbepaalde tijd. Indien dit een langere periode betreft en de overeenkomst niet kan worden geschaard onder een van de benoemde overeenkomsten (zoals huur, pacht, arbeidsovereenkomst) wordt er ook wel gesproken over een duurovereenkomst. Een duurovereenkomst voor bepaalde tijd kan in beginsel niet eenzijdig tussentijds door opzegging worden beëindigd, behoudens in onvoorziene, niet in de overeenkomst verdisconteerde omstandigheden, die niet voor rekening van de opzeggende partij komen en die van dusdanige ernstige aard zijn dat de wederpartij naar maatstaven van redelijkheid en billijkheid instandhouding van de overeenkomst tot het overeengekomen tijdstip niet mag verwachten.
Eventuele wanprestatie kan van belang zijn, mits deze van voldoende betekenis is en er ook overigens aan de daartoe gestelde voorwaarden is voldaan. Dan kan de wanprestatie grond opleveren voor ontbinding van de betreffende overeenkomst.

## Bijzondere overeenkomsten
De bijzondere overeenkomsten zijn opgenomen in boek 7 van het Burgerlijk Wetboek. Het gaat hier om typen overeenkomsten waarvoor de wetgever specifieke regels heeft opgesteld, zoals de overeenkomst van koop en verkoop ofwel koopovereenkomst, de overeenkomst van huur en verhuur ofwel de huurovereenkomst en vele andere overeenkomsten.
De wettelijke regels over een bijzondere overeenkomst zijn van toepassing als een overeenkomst voldoet aan de wettelijke omschrijving van een bijzondere overeenkomst. Partijen hoeven dus in de overeenkomst niet expliciet te vermelden dat het om bijvoorbeeld een koopovereenkomst gaat.
Bijzondere overeenkomsten gelden nogal eens in situaties waarin de wetgever veronderstelt dat de ene partij zwakker is dan de andere. Voorbeelden zijn de beide maatschappelijk belangrijke consumentenkoopovereenkomst en de arbeidsovereenkomst. Het ligt voor de hand dat - juist ter wille van de bescherming van die zwakkere partij - er geen vrijheid is om bijvoorbeeld een arbeidsovereenkomst niet onder het arbeidsovereenkomstenrecht te laten vallen. De inhoud bepaalt wat voor soort overeenkomst het betreft, niet het opschrift.

## De inhoud van overeenkomsten
Partijen zijn in grote mate vrij zelf te bepalen welke afspraken zij maken. Er zijn echter rechtsregels waar partijen bij overeenkomst niet van kunnen afwijken. Deze regels vormen dwingend recht. Rechtsregels waar partijen wel van kunnen afwijken, vormen regelend recht.
De rechtsgevolgen van een overeenkomst worden niet alleen bepaald door hetgeen partijen zijn overeengekomen. Zo kunnen de eisen van redelijkheid en billijkheid leiden tot aanvulling van de overeenkomst. Verder is een tussen partijen overeengekomen regel niet toepasselijk, indien dit naar maatstaven van redelijkheid en billijkheid onaanvaardbaar zou zijn.

### Algemene voorwaarden
Algemene voorwaarden kunnen deel uitmaken van een overeenkomst. Er moet dan wel naar die algemene voorwaarden zijn verwezen, willen die voorwaarden deel uitmaken van de overeenkomst. Ten aanzien van consumenten en kleine ondernemers geldt verder dat de algemene voorwaarden voor of bij het sluiten van de overeenkomst ter hand moeten zijn gesteld. Indien dit redelijkerwijs niet mogelijk is (bijvoorbeeld indien de algemene voorwaarden zeer omvangrijk zijn), dient voor de totstandkoming van de overeenkomst slechts bekend te worden gemaakt dat de voorwaarden ter inzage liggen of bij de KvK of een griffie van een gerecht zijn gedeponeerd en dat zij op verzoek zullen worden toegezonden.
Consumenten en kleine ondernemers kunnen een onredelijk beding in de algemene voorwaarden vernietigen. Consumenten kunnen daarbij een beroep doen op een zwarte lijst van algemene bedingen die de wetgever als onredelijk bezwarend aanmerkt en een grijze lijst met bedingen die vermoed worden onredelijk bezwarend te zijn. Het gaat hier om een zogenaamd rechtsvermoeden, hetgeen betekent dat zulke bedingen inderdaad bezwaarlijk zijn tenzij de wederpartij aantoont dat dat in een bepaald geval toch niet zo is.
Een voorbeeld van een beding op de grijze lijst betreft een onbillijk lange duur voor een opzeggingstermijn, dat wil zeggen de periode waarna een meegedeelde opzegging pas effectief zou zijn en de opzeggende partij nog aan verplichtingen (vaak betalingen) moet blijven voldoen.
Zie ook abonnementsduur en opzegging.

### Soorten bepalingen
Een overeenkomst kan diverse soorten bepalingen (ook wel bedingen geheten) bevatten. De wet bevat onder meer regels over de volgende bedingen:
- derdenbeding: een beding dat rechten toekent aan een derde die geen partij is bij de overeenkomst.[8]
- kettingbeding: een beding dat een van de partijen verplicht bij het sluiten van een toekomstige overeenkomst bepaalde voorwaarden te bedingen, bijvoorbeeld over de wijze waarop een verkocht stuk land wordt gebruikt;
- opschortende of ontbindende voorwaarde: een beding dat bepaalt, dat bij het plaatsvinden van een bepaalde onzekere gebeurtenis de overeenkomst, of één of meer bepalingen daaruit, in werking treden (opschortende voorwaarde), of juist vervallen (ontbindende voorwaarde); met het vervullen van de voorwaarde wordt bedoeld het plaatsvinden van de onzekere gebeurtenis die de situatie wijzigt (niet te verwarren met de tegengestelde voorwaarde, dus de voorwaarde waaronder de bestaande situatie wordt gecontinueerd)[9]
- boetebeding: een beding dat de schuldenaar indien hij tekortschiet in de nakoming van de overeenkomst een geldsom moet betalen of een andere prestatie moet voldoen;[10]
- arbitragebeding: een beding dat geschillen over de overeenkomst worden beslecht door arbitrage;[11]
- een forumkeuzebeding: een beding dat geschillen over de overeenkomst worden beslecht door een bepaald gerecht;[12]

## Beoordeling van de rechtsgeldigheid van overeenkomsten
Om te beoordelen of een overeenkomst rechtsgeldig is spelen drie beginselen een rol:
- Het autonomiebeginsel is een beginsel uit het vermogensrecht dat stelt dat rechtssubjecten het recht hebben hun eigen belang naar eigen inzicht te behartigen. Dit beginsel bepaalt dat partijen gebonden zijn aan een overeenkomst omdat en voor zover zij dit zelf gewild hebben.
- Het vertrouwensbeginsel stelt dat een partij bij een overeenkomst erop mag vertrouwen dat de wederpartij doet waartoe zij zich verplicht heeft.
- Het quid-pro-quo of causabeginsel houdt in dat partijen een overeenkomst in het algemeen sluiten met een tegenprestatie (een quid pro quo) als doel (causa). Blijft de tegenprestatie uit dan hoeft de eigen prestatie ook niet te worden geleverd of kan de nakoming daarvan worden opgeschort om de tegenpartij aan te sporen tot een alsnog nakomen van de verplichtingen.

In het algemeen wijzen de drie rechtsbeginselen dezelfde kant op: iemand heeft een overeenkomst gewild, kon erop vertrouwen dat de tegenpartij hetzelfde leverde en de overeenkomst levert een waardevolle tegenprestatie op. Er zijn echter ook situaties waarin niet alle drie de beginselen hetzelfde impliceren.

### Gebrekkige verklaring
In het geval van een gebrekkige verklaring was de verklaring van het aanbod niet in overeenstemming met de werkelijkheid. Bijvoorbeeld wanneer een winkelier zich verspreekt en daardoor een bedrag in centen uitdrukt in plaats van in euro's. Het product dat hij wil verkopen lijkt daardoor honderdmaal goedkoper dan de eigenlijke prijs. Een klant die op dit aanbod ingaat kan op grond van het vertrouwensbeginsel rekenen op de levering van het product tegen de vermelde prijs. Het autonomiebeginsel leidt echter tot een andere conclusie: de winkelier wilde het goed niet voor zo'n lage prijs verkopen. Ook het causabeginsel leidt tot een andere conclusie: de tegenprestatie (een prijs van 99% lager dan de winkelprijs) is zo gering dat de winkelier deze deal onmogelijk gewild kan hebben. In een geval als dit zullen de beginselen tegen elkaar afgewogen moeten worden. Daarbij speelt de context (uitverkoop of niet, mate van afwijking van de prijs) een rol. In een geval als het onderhavige is het prijsverschil zo groot dat ook de klant redelijkerwijs niet had kunnen vertrouwen op de genoemde prijs en zal de overeenkomst dus nietig zijn.

### Ontbreken van wil
Op grond van het autonomiebeginsel hebben rechtssubjecten het recht hun eigen belangen te behartigen op de wijze die zij wensen. Wanneer iemand dronken is of geestelijk tijdelijk of permanent gestoord kan hij evenwel niet op autonome wijze handelen. Ook het causabeginsel verzet zich tegen de geldigheid van een door een gestoorde gesloten contract wanneer dit contract duidelijk in het nadeel van de gestoorde is. Anderzijds kan de tegenpartij aanvoeren dat zij op grond van het vertrouwensbeginsel ervan uit mocht gaan dat de andere partij haar verplichtingen na zou komen. Ook hier moeten de beginselen tegen elkaar afgewogen worden. In beginsel is een overeenkomst van de geestelijke gestoorde die onder invloed van de stoornis tot stand gekomen is vernietigbaar. Was de geestelijke stoornis evenwel voor de wederpartij niet op te merken, dan kan de geestelijke gestoorde zich er niet op beroepen dat zijn wil ontbrak en is de contractuele verplichting gewoon geldig..

### Gebrekkige wil
Ook een wilsgebrek kan een contract ongeldig maken. Er is dan sprake van bedreiging, bedrog, misbruik en/of dwaling. Hoewel het vertrouwensbeginsel ook hier wijst in de richting van de geldigheid van de overeenkomst, zijn het autonomiebeginsel en/of het causabeginsel ermee in strijd: de partij stond onder druk en had dus niet het vermogen om volgens eigen opvattingen het eigen belang na te streven. Ook is een overeenkomst in deze gevallen vaak in strijd met het redelijke belang van de partij.

## Gevolgen van het niet-nakomen van de overeenkomst
Indien een van de partijen de overeenkomst niet nakomt en hem dit kan worden toegerekend (dat wil zeggen het is zijn schuld of het komt voor zijn risico) is er sprake van wanprestatie(in het oude BW de gebruikelijke term, in het nieuwe BW wordt gesproken van "tekortkoming in de nakoming").
Dit kan zowel inhouden dat de schuldenaar helemaal niet presteert, of niet tijdig presteert, ofwel ondeugdelijk presteert. De andere partij (de schuldeiser) heeft dan over het algemeen de volgende rechten:
- vorderen dat de andere partij alsnog de overeenkomst nakomt en de schade vergoedt die is geleden door het niet tijdige nakomen van de overeenkomst;[15]
- schadevergoeding vorderen in plaats van de prestatie die de andere partij diende te verrichten;[16]
- de overeenkomst ontbinden en vergoeding vorderen van de schade die is geleden doordat de overeenkomst niet is nagekomen, maar ontbonden;[17]
- gedeeltelijke ontbinding bewerkstelligen en gedeeltelijk nakoming vorderen.[18]

Deze rechten kunnen via de rechter worden afgedwongen. Ontbinding kan de schuldeiser ook zelf buitengerechtelijk doen (mits schriftelijk!).

## Voetnoten
1. ↑  Regels voor digitale overeenkomsten. commission.europa.eu. Geraadpleegd op 30 november 2023.
2. 1 2  https://wetten.overheid.nl/BWBR0005290
3. ↑  https://wetten.overheid.nl/BWBR0006000
4. ↑  Artikel 156 Rv
5. ↑  Artikel 6:248 BW.
6. ↑  Voorbeeld ontleend aan Valk 2003, (T&C BW), art. 6:234 BW, aant. 2.
7. ↑  Artikel 6:236 BW en artikel 6:237 BW.
8. ↑  Artikel 6:253 BW
9. ↑  Artikel 6:21 tot en met 6:26 BW.
10. ↑  Artikel 6:91 BW tot en met 6:94 BW.
11. ↑  Artikel 1020 Rv.
12. ↑  Artikel 108 Rv.
13. ↑  3:34 Burgerlijk Wetboek.
14. ↑  3:35 BW
15. ↑  Artikel 6:74 BW
16. ↑  Artikel 6:87 BW en 6:74 BW
17. ↑  Artikel 6:265 BW tot en met 6:278 BW
18. ↑  Artikel 6:265 en 6:277 BW
19. ↑  Artikel 3:296 BW en 6:276 BW